# Алькасаба в Альмерии
Альмерийская крепость (исп. Alcazaba de Almeria) — алькасаба в городе Альмерия на юге Испании. Заложена в 955 году как оборонительная крепость первым андалусийским халифом Абд ар-Рахманом III. Площадь сооружения составляет 35 000 м². Располагается в черте города. Национальный памятник Испании с 1931 года.
Исторически портовый город Альмерия, расположенный на юге Испании, являлся важным стратегическим объектом с точки зрения торговли. В различное время этим регионом владели финикийцы, карфагеняне, римляне, вандалы, вестготы. Однако наибольший вклад в обустройство вложили мусульмане. В 955 году кордовским халифом Абд Ар-Рахманом III был заложен первый камень в строительстве крепости Алькасаба-де-Альмерия, изначально были возведены Дозорная башня и крепостные стены, позже крепость стала резиденцией Халифата, и наибольшего рассвета достигла в XI веке при правлении халифа Аль-Джайрана, став центром торговли всей Андалусии.
Крепость имеет несколько уровней. Нижний уровень служил военным лагерем (сейчас там растут сады), средней был отдан под правительство халифата, уровни были связаны между собой смотровой лестницей оборудованной военными укреплениями. Замок находится на сейсмоопасной территории, и за время существования периодически подвергался землетрясениям, что негативно сказалось на объектах инфраструктуры, большинство из которых сейчас является руинами, до наших дней, из мусульманских застроек, сохранились в хорошем состоянии только колодцы Халифа.
В 1489 году, когда католики отвоевали у мусульман Алькасабу, в замке был возведён верхний уровень, для военных нужд на нём размещалась артиллерия. В 1524—1562 годах на территории замка был выстроен Кафедральный собор в готическом стиле, основой для храма послужила, полностью перестроенная, исламская мечеть, архитектором-реконструктором являлся Диего де Силоэ.
В различное время на территории крепости проходили съемки художественных фильмов: «Конан-варвар», «Индиана Джонс и последний крестовый поход», «Никогда не говори „никогда“». В ходе работы над телесериалом канала HBO «Игра Престолов» (2015—2018) в ней снимались сцены, относившиеся к вымышленному королевству Дорн. 